# Acetoina
L'acetoino (anche chiamato 3-idrossi-2-butanone o acetilmetilcarbinolo) è un composto organico prodotto naturalmente dai lieviti del genere saccharomyces durante la fermentazione alcolica ed ha formula molecolare C4H8O2. Si tratta di un liquido incolore con un gradevole odore di burro o mandorle. Viene principalmente utilizzato nel settore alimentare ed in profumeria.